# 風間八宏
風間八宏（1961年10月16日—），已退役日本足球運動員，司職中場，前日本國家足球隊成員，前任川崎前鋒及名古屋鯨魚主教練。

## 俱樂部生涯
出道时的位置是后卫，在国家队打的位置一直是组织核心；在广岛时期，最初打前腰，94年夺冠时的位置是后腰。
风间成长于日本的足球之乡清水市，在清水商高时代连续3年入选最佳11人，并参加了第二届世青赛。
1980年，年方20岁的风间已经入选了日本国家队，到84年为止，代表国家队出场了19次。由于当时有条不成文的规定，在海外踢球的球员不能入选国家队，所以1984年风间转会勒沃库森后就没有再入选国家队。
从筑波大学毕业后，风间选择了海外留学的足球之路，当时他加盟了德丙的勒沃库森业余队。之后一个赛季，他转会同属德丙的勒姆夏伊特，进步明显表现活跃。球队升入德乙，风间成为职业球员，他也是第三位加盟德国职业联赛的日本球员（之前是奥寺康彦和尾崎加寿夫，当然前2位都是德甲，第3个登陆德甲的是高原直泰）。
之后一个赛季，勒姆夏伊特濒临降级，风间转会了另一支德乙球队布劳恩施维格，一度受韧带伤势困扰，经过4个月的休养复出后，再度成为球队核心。布劳恩施维格在1988-89赛季后，向风间提出了续约，但被拒绝。回国后，风间选择了当时还在乙级的马自达俱乐部（现广岛三箭）。转会马自达俱乐部后，风间一心要帮助球队升入甲级，为此他拒绝了国内豪门和国家队的多次召唤。经过2年的努力，球队升级成功。
日职联赛开始后，马自达俱乐部改名广岛三箭，风间担任队长。92年开始国家队又数次召唤了风间，风间都以俱乐部赛事为重的理由婉言谢绝。
1993年联赛的揭幕战，风间在对市原东日本联队的比赛中打入了日本人在日职联赛的首粒进球。同年，在对浦和红钻的比赛中风间打入日职联赛日本人的首粒直接任意球。
1994年，风间的位置由前腰挪到了后腰，和森保一搭档，成为广岛三箭拿到半程冠军的重要因素。
1995年，由于教练的更替，风间和广岛都一无所获。赛季结束后，风间离队加盟了德国的老东家勒姆夏伊特，由于伤病的关系在1996年挂靴。

## 執教生涯
退役后风间八宏选择在大学起步。2008年，风间八宏回到自己母校筑波大学执教，在4年之内，不仅在大学联赛中战绩卓著，更是培养了大量步入日职联赛的人才，空前的成功让风间八宏获得了执教川崎前锋的机会。
在川崎的近5年时间，风间八宏犯过错误，走过弯路，惹过是非，让稻本润一打中卫已成笑柄，坚持用自己两个儿子打主力，差点让他当年下课。但就像他为广岛拒绝国家队一样，只要认准目标，风间八宏不会被改变。他对传控足球的追求又获得成功，2016年，川崎前锋打出了队史最好的赛季，攻击犀利的同时防守大为改善，可惜在季后赛和天皇杯决赛均败于鹿岛，未能拿到队史首冠。
风间八宏对传球的痴迷是他与广岛系主帅不同的地方，无论在大学还是职业队，他一定要求球队不断跑位传球，在他眼中这是获得胜利的方式。也正因如此，他在各个球队起步的一年总是比较辛苦。不变的还是看人眼光。风间八宏的建队能力不亚于森保一，在川崎第二年开始，签下大久保嘉人，培养小林悠、大岛僚太等骨干，从筑波大学引进的人才几乎是各个成功，谷口彰悟、车屋绅太郎均是日职联赛一线球员。在他离开时，川崎已有一套厚实的班底，足以应付伤病和双线作战。
决定离开川崎时，风间八宏戏称自己要去无人岛种田，最终证明只是说笑，他在2017年接手名古屋鲸鱼，一支跌入日乙的老牌豪门。他的前半年还是不够顺利。只是，风间八宏这次获得的权力大多了，名古屋在去年动荡后人员真空，风间八宏不仅是主帅，也是实质上的“强化部长”、“经理”。名古屋也不缺钱，他可以大展拳脚。
2019年9月23日，名古屋鯨魚宣佈辭退教練風間八宏，由意大利籍教頭費卡迪堤接任。

## 個人生活
1997年，风间开始兼任足球解说，代表作品有意甲和FIFA日本版的足球游戏。2006年，风间就任日本足球协会特任理事。

## 外部連結
- National Football Teams （页面存档备份，存于）
- 風間八宏 – FIFA國際賽競賽紀錄 (存檔)
- Japan National Football Team Database （页面存档备份，存于）
- 日本職業足球聯賽中的Player statistics （日語）